# Roubtsovsk
Roubtsovsk (en russe : Рубцовск) est une ville industrielle du kraï de l'Altaï, en Russie. Sa population s'élevait à 126 834 habitants en 2021.

## Géographie
Roubtsovsk est située dans le sud-ouest de la Sibérie, sur les rives de la rivière Aleï, un affluent de l'Ob, à 137 km au nord-est de Semeï, au Kazakhstan, à 267 km au sud-ouest de Barnaoul et à 2 867 km à l'est de Moscou.

### Climat
| Mois                              | jan.  | fév.  | mars  | avril | mai  | juin | jui. | août | sep. | oct. | nov. | déc.  | année |
| --------------------------------- | ----- | ----- | ----- | ----- | ---- | ---- | ---- | ---- | ---- | ---- | ---- | ----- | ----- |
| Température minimale moyenne (°C) | −20,2 | −19,6 | −12,3 | −0,6  | 6,7  | 12,2 | 14,5 | 11,9 | 5,7  | −0,2 | −9,3 | −16,9 | −2,3  |
| Température moyenne (°C)          | −15,6 | −14,2 | −6,8  | 5,8   | 14,1 | 19,3 | 21,1 | 19   | 12,7 | 5,1  | −5   | −12,3 | 3,6   |
| Température maximale moyenne (°C) | −10,9 | −8,7  | −1,3  | 12,2  | 21,4 | 26,4 | 27,7 | 26   | 19,7 | 10,5 | −0,8 | −7,8  | 9,5   |
| Précipitations (mm)               | 14,1  | 13,7  | 14,8  | 21,2  | 32,8 | 41,6 | 60,1 | 35,9 | 26,9 | 27,3 | 27,2 | 18,6  | 334,2 |

## Histoire
Un village est fondé en 1886 à son emplacement sous le nom de Roubtsovo d'après le paysan Mikhaïl Roubtsov venu du gouvernement de Samara avec d'autres villageois. Elle reçoit le statut de ville en 1927 ainsi que son nom actuel et profite de son emplacement sur la ligne de chemin de fer Novonikolaïevsk – Semipalatinsk.
Pendant la Seconde Guerre mondiale, Roubtsovsk s'industrialise sur la base des équipements et du personnel évacués en 1941 de deux usines de la RSS d'Ukraine : l'Usine de tracteurs de Kharkov (KhTZ) et l'usine de machines agricoles « Révolution d'Octobre » d'Odessa, qui produisent alors des équipements militaires. La population connaît une rapide augmentation.

## Politique et administration

### Résultats électoraux
| Scrutin             | 1er tour | 1er tour | 1er tour | 1er tour | 1er tour | 1er tour | 1er tour | 1er tour | 1er tour | 1er tour | 1er tour | 1er tour | 2d tour                  | 2d tour                  | 2d tour                  | 2d tour                  | 2d tour                  | 2d tour                  | 2d tour                  | 2d tour                  |
| Scrutin             | 1er      | 1er      | %        | 2e       | 2e       | %        | 3e       | 3e       | %        | 4e       | 4e       | %        | 1er                      | %                        | 2e                       | %                        | 3e                       | %                        | 4e                       | %                        |
| ------------------- | -------- | -------- | -------- | -------- | -------- | -------- | -------- | -------- | -------- | -------- | -------- | -------- | ------------------------ | ------------------------ | ------------------------ | ------------------------ | ------------------------ | ------------------------ | ------------------------ | ------------------------ |
| Présidentielle 2012 |          | ER       | 53,44    |          | KPRF     | 25,90    |          | LDPR     | 8,66     |          | SE       | 6,88     | Victoire au premier tour | Victoire au premier tour | Victoire au premier tour | Victoire au premier tour | Victoire au premier tour | Victoire au premier tour | Victoire au premier tour | Victoire au premier tour |
| Législatives 2016   |          | LDPR     | 27,16    |          | ER       | 26,06    |          | KPRF     | 20,1     |          | SRZP     | 12,76    | Tour unique              | Tour unique              | Tour unique              | Tour unique              | Tour unique              | Tour unique              | Tour unique              | Tour unique              |
| Présidentielle 2018 |          | ER       | 60,50    |          | KPRF     | 27,94    |          | LDPR     | 7,14     |          | KR       | 0,89     | Victoire au premier tour | Victoire au premier tour | Victoire au premier tour | Victoire au premier tour | Victoire au premier tour | Victoire au premier tour | Victoire au premier tour | Victoire au premier tour |
| Législatives 2021   |          | KPRF     | 37,41    |          | ER       | 27,70    |          | SRZP     | 8,65     |          | LDPR     | 6,06     | Tour unique              | Tour unique              | Tour unique              | Tour unique              | Tour unique              | Tour unique              | Tour unique              | Tour unique              |

### Jumelages
| Ville | Ville   | Pays | Pays       | Période     |
| ----- | ------- | ---- | ---------- | ----------- |
|       | Changji |      | Chine      | depuis 2013 |
|       | Semeï   |      | Kazakhstan | depuis 2014 |

## Population
Recensements (*) ou estimations de la population
| 1931   | 1939*  | 1959*   | 1970*   | 1979*   |
| ------ | ------ | ------- | ------- | ------- |
| 21 800 | 37 709 | 111 357 | 144 951 | 157 082 |

| 1989*   | 2002*   | 2010*   | 2013    | 2014    |
| ------- | ------- | ------- | ------- | ------- |
| 171 792 | 163 063 | 147 008 | 145 834 | 147 448 |

## Économie
Troisième ville du kraï, Roubtsovsk est au centre d'une zone d'extraction de métaux non ferreux. Les principales entreprises de Roubtsovsk sont :
- OAO Alttrak (ОАО Алттрак ou Алтайский трактор) : tracteurs à chenilles. Usine créée en 1942 sur la base d'équipements évacués de l'Usine de tracteurs de Kharkov (KhTZ). Emploie 10 770 salariés[9].
- OAO Roubtsovski machinostroïtelni zavod (ОАО Рубцовский машиностроительный завод) : équipements industriels. Usine fondée en 1958, emploie 3 200 salariés.
- ZAO Avtotraktornoïe elektrooboroudovanie (ЗАО Автотракторное электрооборудование) : générateurs, démarreurs, moteurs électriques.
- AOOT Traktorozaptchast (АООТ Тракторозапчасть) : pièces de rechange pour tracteurs, acier électrique.